# Лихтенштейн на зимних Олимпийских играх 1998
Лихтенштейн принимал участие в Зимних Олимпийских играх 1998 года в Нагано (Япония), но не завоевал ни одной медали.

## Результаты

### Горнолыжный спорт
Мужчины
| Спортсмен    | Дисциплина        | 1-й спуск | 2-й спуск | Итог    | Итог  |
| Спортсмен    | Дисциплина        | Время     | Время     | Время   | Место |
| ------------ | ----------------- | --------- | --------- | ------- | ----- |
| Юрген Хаслер | скоростной спуск  |           |           | DNF     | -     |
| Юрген Хаслер | супергигант       |           |           | 1:38.32 | 26    |
| Ахим Фойт    | гигантский слалом | DNF       | -         | DNF     | -     |
| Марко Бюхель | гигантский слалом | 1:22.52   | 1:19.47   | 2:41.99 | 14    |

Комбинация
| Спортсмен    | Слалом    | Слалом    | Скоростной спуск | Итог    | Итог  |
| Спортсмен    | 1-й спуск | 2-й спуск | Время            | Итог    | Место |
| ------------ | --------- | --------- | ---------------- | ------- | ----- |
| Юрген Хаслер | 54.39     | 50.88     | 1:37.88          | 3:23.15 | 9     |

Женщины
| Спортсменка         | Дисциплина        | 1-й спуск | 2-й спуск | Итог    | Итог  |
| Спортсменка         | Дисциплина        | Время     | Время     | Время   | Место |
| ------------------- | ----------------- | --------- | --------- | ------- | ----- |
| Тамара Шадлер       | супергигант       |           |           | 1:22.90 | 38    |
| Диана Фер           | гигантский слалом | DNF       | -         | DNF     | -     |
| Тамара Шадлер       | гигантский слалом | DNF       | -         | DNF     | -     |
| Биргит Геб-Батлинер | гигантский слалом | 1:21.27   | 1:33.43   | 2:54.70 | 9     |
| Тамара Шадлер       | слалом            | 49.74     | 50.27     | 1:40.01 | 23    |
| Диана Фер           | слалом            | 48.66     | 50.10     | 1:38.76 | 21    |

Комбинация
| Спортсмен     | Слалом    | Слалом    | Скоростной спуск | Итог    | Итог  |
| Спортсмен     | 1-й спуск | 2-й спуск | Время            | Итог    | Место |
| ------------- | --------- | --------- | ---------------- | ------- | ----- |
| Тамара Шадлер | 1:34.18   | 39.46     | 38.54            | 2:52.18 | 17    |

### Лыжные гонки
| Спортсмен     | Дисциплина            | Результат | Результат |
| Спортсмен     | Дисциплина            | Время     | Место     |
| ------------- | --------------------- | --------- | --------- |
| Штефан Кунц   | 10 км классика        | 30:56.8   | 57        |
| Маркус Хаслер | 10 км классика        | 28:55.2   | 20        |
| Маркус Хаслер | 15 км коньковый стиль | 44:31.9   | 35        |
| Штефан Кунц   | 15 км коньковый стиль | 44:18.9   | 34        |
| Маркус Хаслер | 30 км классика        | 1:42:17.4 | 35        |
| Штефан Кунц   | 30 км классика        | 1:39:33.3 | 14        |
| Штефан Кунц   | 50 км коньковый стиль | 2:16:36.2 | 28        |